# Kéra (langue)
Pour les articles homonymes, voir Kéra.
Le kéra est une langue tchadique parlée principalement au Tchad, également au Cameroun dans la Région de l'Extrême-Nord, le département du Mayo-Danay, au sud-est de Doukoula, par les populations kéra.